# Otarie à fourrure de Nouvelle-Zélande
Arctocephalus forsteri
Espèce
Répartition géographique
Statut de conservation UICN

 LC  : Préoccupation mineure
Statut CITES
L'Otarie à fourrure de Nouvelle-Zélande est un mammifère appartenant à la famille des Otariidae.

## Description
Le dimorphisme sexuel est important, le mâle fait en moyenne deux fois la taille de la femelle.

## Répartition et habitat
Elles vivent dans l'océan Pacifique, dans les eaux bordant la Nouvelle-Zélande et le sud de l'Australie.
Lecture : Les naufragés des Auckland par François Edouard Raynal, récit du naufrage du Grafton en 1864 dans lequel les survivants se nourrissent de ces mammifères.

## Alimentation
Elles se nourrissent de céphalopodes, de poissons et d'oiseaux.

## Reproduction
Les otaries à fourrure de Nouvelle-Zélande sont polygames, un mâle est en moyenne avec 5 à 8 femelles. Les mâles arrivent avant les femelles sur le site de reproduction, vers fin octobre. Il colonisent un territoire et le défendent avec des vocalisations et des combats. Les femelles donnent naissance entre mi-novembre et janvier, le plus souvent en décembre. Les petits acquièrent leur pelage d'adulte vers 3 ou 4 mois. Les femelles atteignent la maturité sexuelle entre 4 et 6 ans et les mâles entre 8 et 10 ans. 

## Galerie

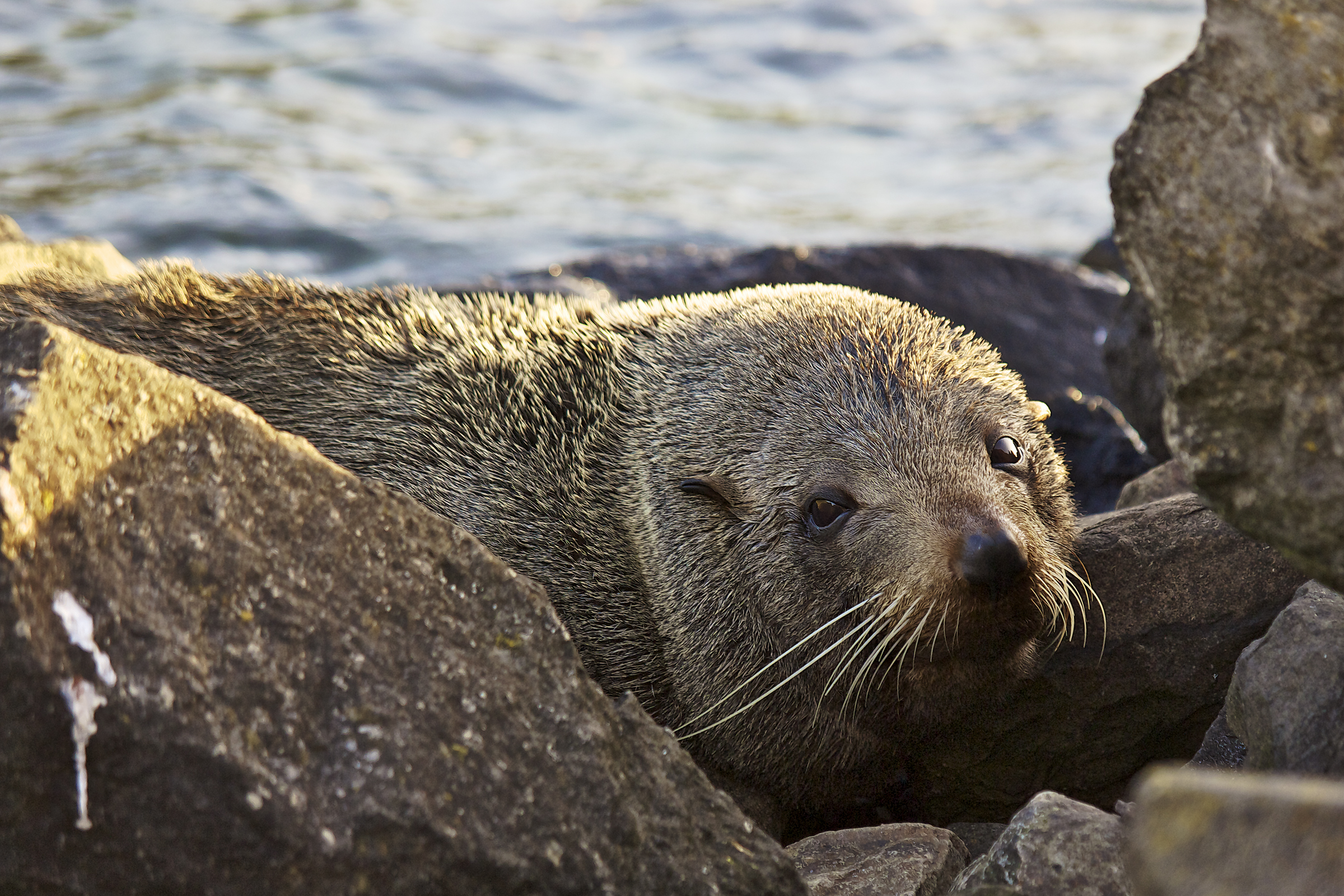
Arctocephalus forsteri, otarie à fourrure, Ile du Sud, Nouvelle-Zélande
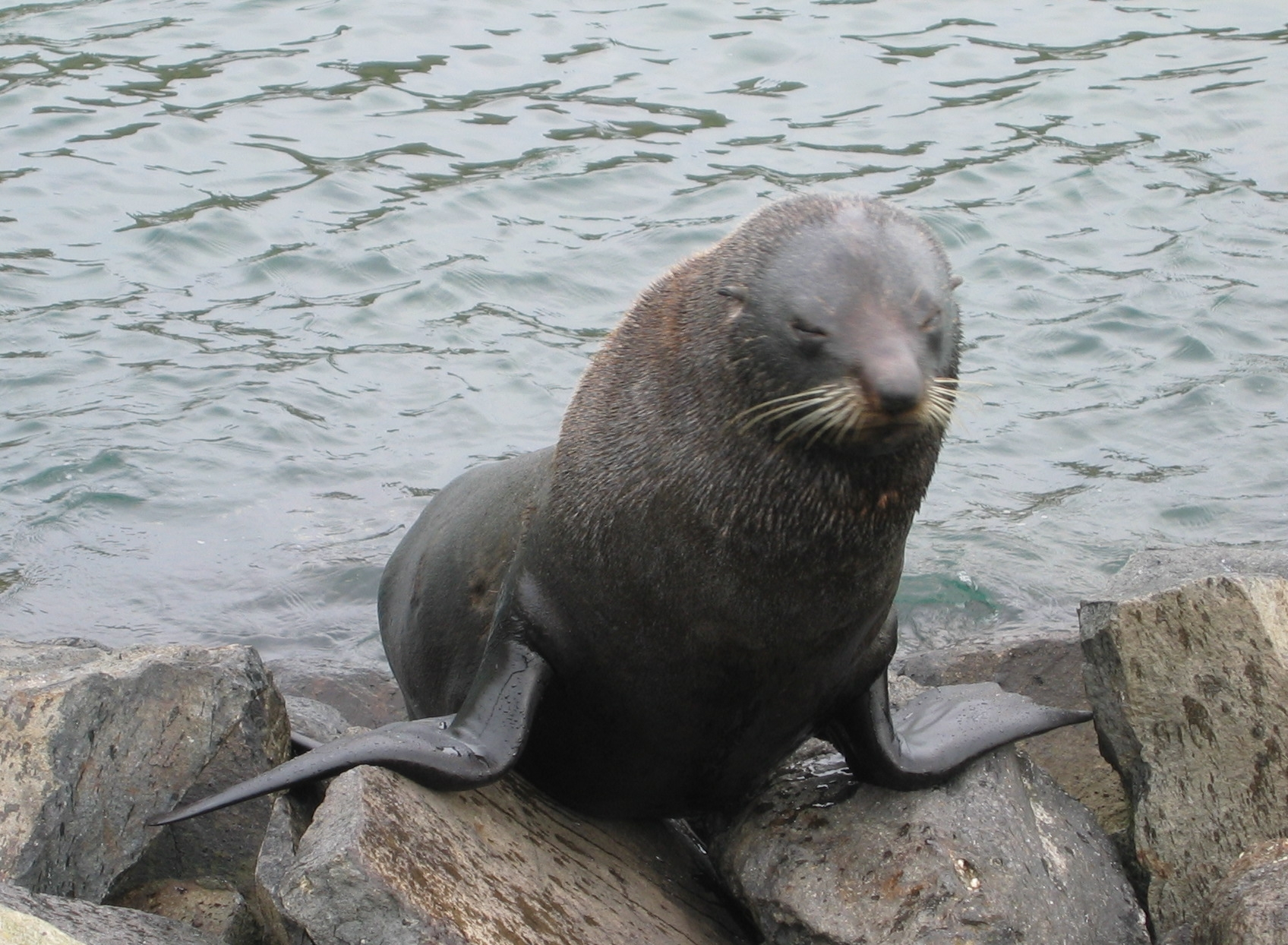
Otarie à fourrure à Taiaroa Head, près de Dunedin
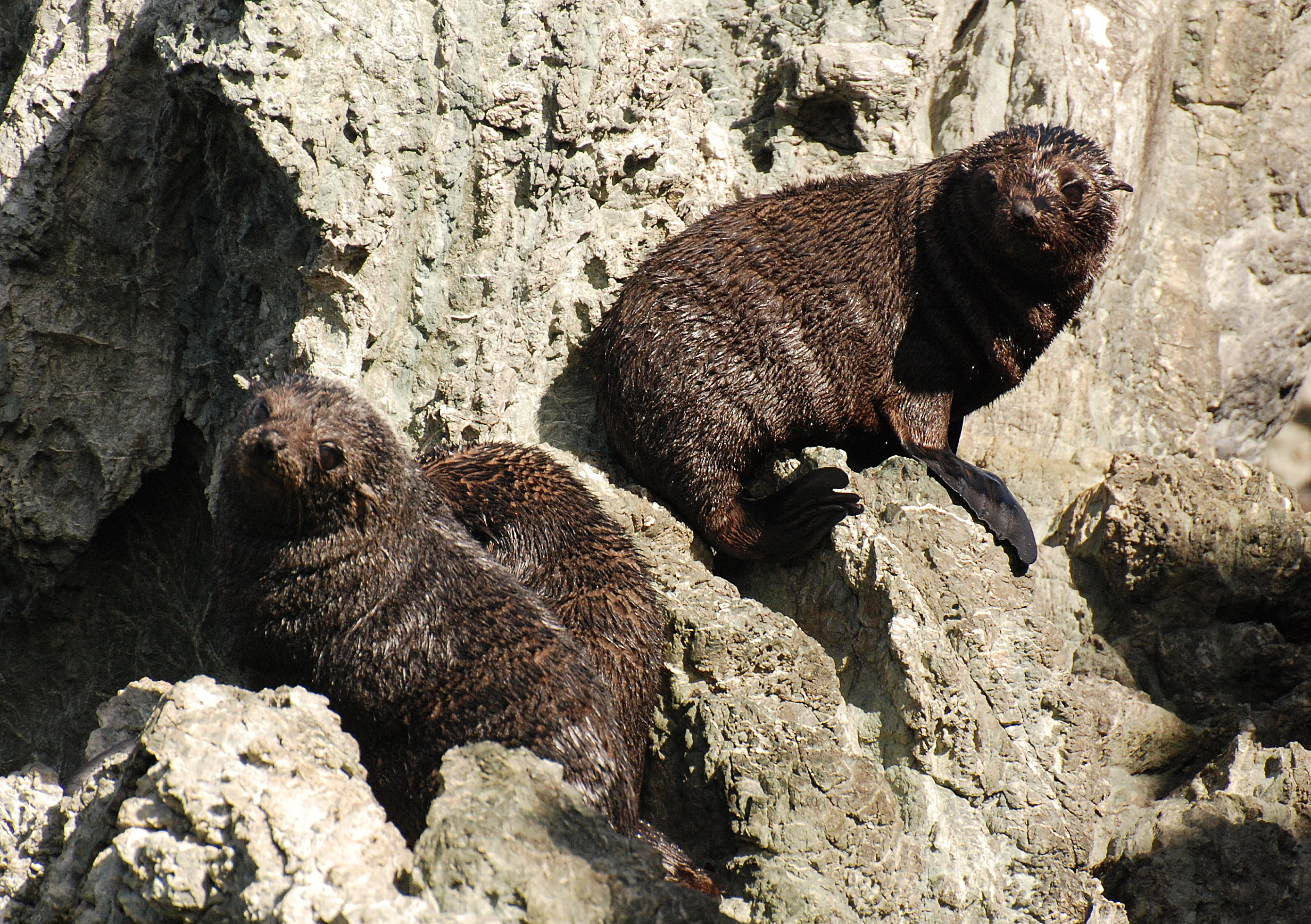
Petits de l'otarie à fourrure, Palliser Bay